# تورن، کبک
تورن (به فرانسوی: Thorne) شهری در منطقه شهری پونتیاک ناحیه اوتاوه در استان کبک کانادا است. در سرشماری سال ۲۰۱۱ این شهر ۴۵۲ نفر جمعیت داشته‌است و مساحت آن ۱۷۷٫۳۳ کیلومتر مربع است.